# Chalcha-Mongolen
De Chalcha-Mongolen (ook geschreven als Khalkha) zijn de grootste etnische groep Mongolen in de huidige republiek Mongolië. De Chalcha's vormen ongeveer 80% van de bevolking van de republiek. Kleinere groepen Chalcha-Mongolen (enkele tienduizenden) wonen in de Chinese provincie Binnen-Mongolië en in Rusland in het gebied Boerjatië.
Dit lemma handelt over de positie van de Chalcha-Mongolen tot aan de stichting van de onafhankelijke staat Mongolië in 1911.

## Achtergrond
In 1368 viel in China de Mongoolse Yuan-dynastie die werd opgevolgd door de Chinese Ming-dynastie. De meeste Mongolen keerden terug naar hun oorspronkelijke leefgebieden.
De groep, die later aangeduid zou gaan worden als Chahar-Mongolen vestigde zich - globaal - in het gebied dat nu de Chinese provincie Binnen-Mongolië is.
De in omvang grootste groep, later aangeduid als Chalcha-Mongolen vestigde zich in het gebied dat nu - globaal - de republiek Mongolië vormt. De Oirat-Mongolen vestigden zich ten westen daarvan, globaal in het gebied ten westen van het Altaj -gebergte en ten noorden van het Tianshan-gebergte.
In de 17e eeuw werd het gebied tussen de Oirats en de Chalcha's - globaal de omgeving rondom de huidige stad Hovd - bewoond door aan de Chalcha's verwante Mongolen - waarvan de stamleiders (en soms ook de stam zelf) aangeduid worden met de naam Altyn Khan.
De enige uitzondering vormde de groep Mongolen die zich al in de periode van Dzjengis Khan en rond het midden van de 13e eeuw gevestigd hadden in de omgeving van Kokonor in Amdo.Dit gebied viel buiten de grenzen van de Ming-dynastie en hier bleven daar gevestigde Mongolen dan ook wonen.

## Etymologie
Het is niet duidelijk waar de naam Chalcha (Халх) op gebaseerd is. Mogelijk is het het gerelateerd aan woorden als "Халхавч en/of "Халхлах", die "schild" of "bescherming" betekenen.
De Mongolen zelf brengen de naam vooral in verband met de Chalchyn Gol of Chalcha-rivier, die overigens een eind ten zuiden van hun gebied stroomt. Dat brengt in etymologische zin geen verdere verduidelijking.

## Ontstaan van politieke entiteit
De belangrijkste constante factor in de geschiedenis van de Mongoolse stammen na de val van de Yuan-dynastie was hun vrijwel permanente onderlinge strijd. In die geschiedenis is het desondanks een aantal malen gebeurd, dat een aantal stammen tijdelijk onder één vorm van - in ieder geval nomimaal -gezag vielen.
In de 15e eeuw slaagde Dayan Khan (1464 -1543?), de belangrijkste khagan van de Noordelijke Yuan-dynastie er in de stammen van de oostelijke Mongolen te verenigen. Dayan Khan kon zijn afstamming in een rechtstreekse lijn terugvoeren naar Dzjengis Khan en wordt beschouwd als de belangrijkste keizer van de zogenaamde Noordelijke Yuan-dynastie. Na zijn dood werd het rijk alweer verdeeld in apanages onder zijn zonen.
Daarbij ontstonden een zogenaamde linkervleugel en rechtervleugel  bij de stammen van de oostelijke Mongolen. (In het Mongools heeft " links" ook de betekenis van "het oosten" en " rechts" de betekenis van "het westen". Een soortgelijk onderscheid is ook aanwezig ten aanzien van de stammen van de westelijke Mongolen, die dus ook een linker- en rechtervleugel hadden).
Een van de zonen van Dayan Khan, Geresenje (1489 - 1549), kreeg een gebied dat behoorde tot de linkervleugel. Het is ook in die tijd dat voor het eerst de naam Chalcha gebruikt werd in de term De Dertien Chalcha s van het Hoge Noorden. Een andere stam van de linkervleugel van de oostelijke Mongolen was die van de Chahar-Mongolen, die zuidelijker van de Chalcha's leefden.
Het ontstaan van de Chalcha- Mongolen als een apart te onderscheiden politieke entiteit dateert dus van de 16e eeuw.
In de loop van die 16e eeuw ontstaan er binnen Chalcha drie kleinere kanaten onder leiderschap van afstammelingen van Geresenje. Het eerste is dat van de Tusheti Khan, met als kern het gebied rondom de rivier de Tuul. Het tweede is dat van de Setsen Khan ,gesitueerd in het gebied van de rivier de Kerulen. Het derde kanaat was dat van de Jasaktu Khan. Pas in 1725 werd een vierde kanaat gevormd, Sain Noyon, door een splitsing van het kanaat van de Tusheti Khan. Deze vier kanaten bleven als administratieve indeling tot na de overname van de macht in Mongolië door de marxistische Mongoolse Volkspartij in 1924 bestaan.

## Geopolitieke ontwikkelingen in de vroege 17e eeuw

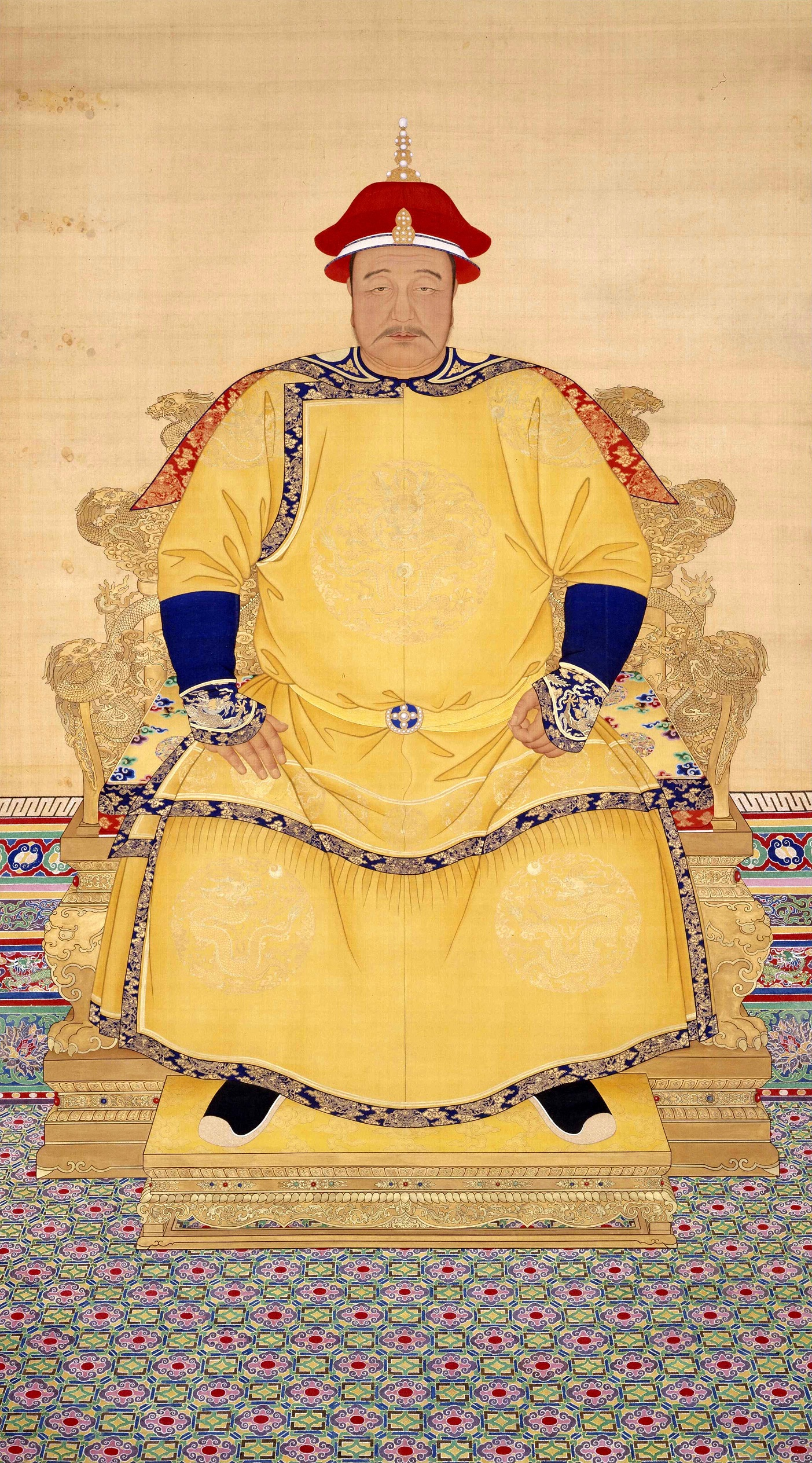
Huang Taiji

De geschiedenis van alle Mongoolse stamfederaties in de 17e eeuw moet gezien tegen de achtergrond van een aantal ontwikkelingen in China en Centraal-Azië. De eerste ontwikkeling was het steeds verder oprukken van Rusland in Centraal-Azië.De tweede ontwikkeling is die van de opkomst van de Mantsjoes.
Nog voor de omverwerping van de Ming-dynastie in 1644 door de Mantsjoes voert hun eerste keizer Hong Taiji (1592 -1643) in 1632 een laatste campagne tegen de Chahar-Mongolen. Die gingen de confrontatie niet aan. Hun leider Ligdan Khan vluchtte met ongeveer 100.000 man naar Kokonor. Na zijn dood in 1634 werd het gebied van de Chahar-Mongolen (de huidige Chinese provincie Binnen-Mongolië) bij hun rijk van de Mantsjoes gevoegd. Dat betekende dat het rijk van de Mantsjoes vanaf dat moment aan het gebied van de Chalcha-Mongolen grensde.
In 1640 werd op initiatief van een van de Chalcha's Khan's , de toenmalige Jasaktu Khan, de laatste grote bijeenkomst gehouden van vrijwel alle Mongoolse stammen. Alle stammen van zowel de westelijke Mongolen, Dzjoengaren, Khoshut. als de oostelijke stammen waren aanwezig. Zelfs de zeer recent naar de Wolgadelta gemigreerde Kalmukken waren vertegenwoordigd. De conferentie werd ook gehouden in gebied van de Chalcha's. De Jasaktu Khan had ook om geostrategische argumenten de meeste reden bevreesd te zijn voor de groeiende macht van zowel Rusland, maar met name die van de Mantsjoes. Hij had dus ook het grootste belang bij het tot stand komen van een alliantie.
Het was de laatste keer dat het idee van de hernieuwde totstandkoming van één grote Mongoolse confederatie besproken werd. Voor de westelijke Mongolen waren de Mantsjoes in 1640 echter nog geen acute bedreiging. Verder maakte de eeuwige stammenstrijd tussen de diverse Mongoolse facties de poging tot vorming van één confederatie van tevoren irreëel. De Dzjoengaren waren de opkomende militaire macht onder de Mongolen. De Khans's van de Chalcha's bleven zich laten voorstaan op hun rechtstreekse afstamming van Dzjengis Khan en eisten om die reden het leiderschap van de te vormen confederatie.

## De Jebtsundamba

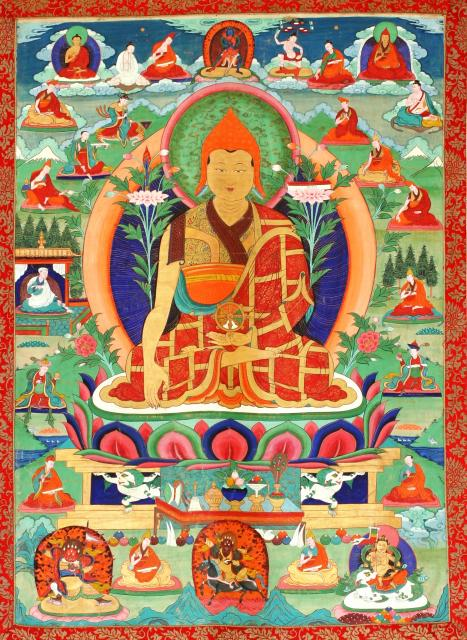
Taranatha

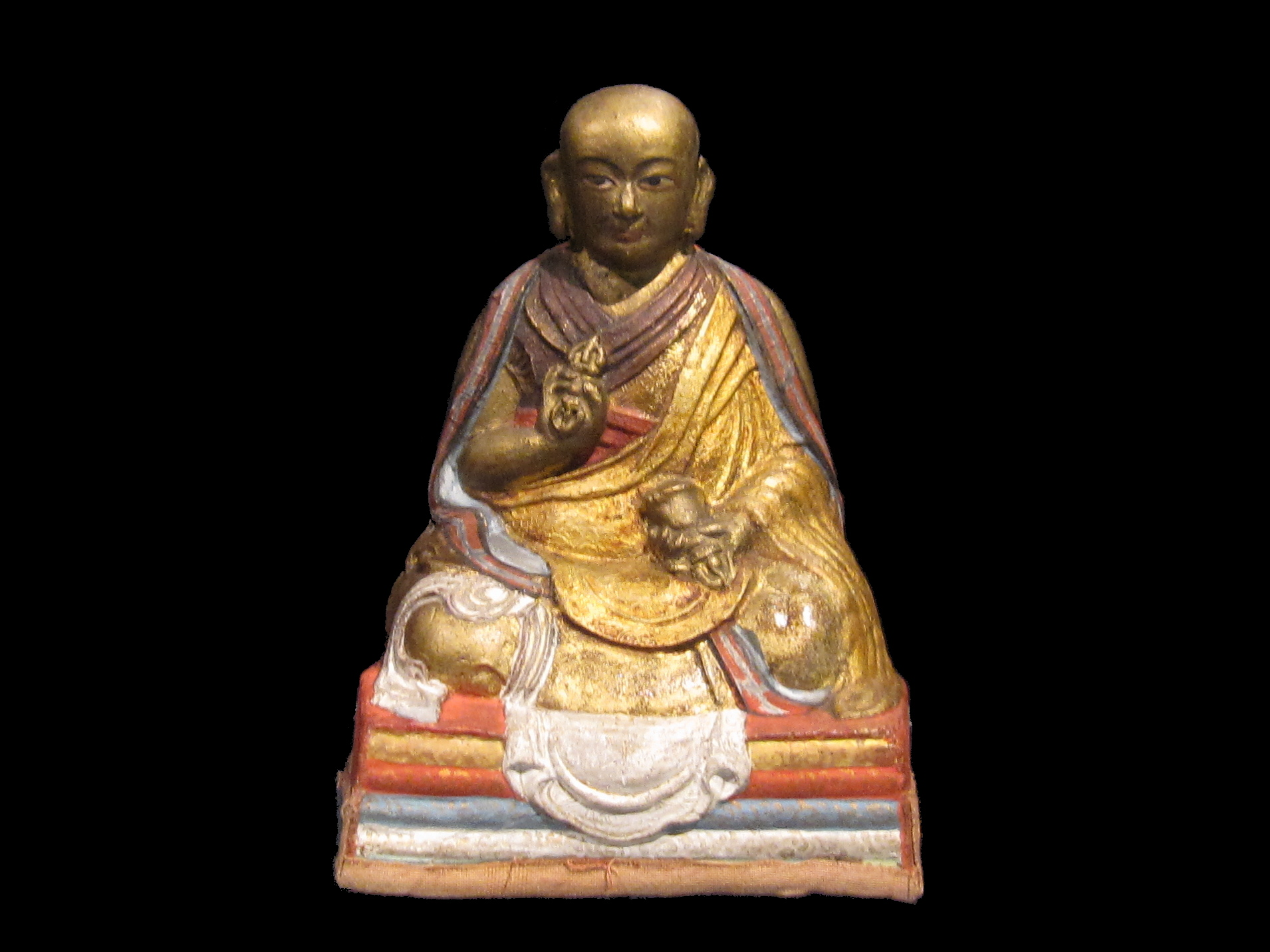
Zanabazar

Er vond echter in die eerste helft van de 16e eeuw bij de Chalcha's ook een ontwikkeling plaats, die hen uniek maakt binnen de Mongoolse stammen.
Alle Mongoolse stammen hadden zich in de loop van de 16e eeuw bekeerd tot het Tibetaans boeddhisme. Het oudste boeddhistische klooster van Mongolië,Erdene Zuu , gebouwd rond 1585 stond in het gebied van de Chalcha's. Missie werd in het gebied vooral bedreven door Tibetaanse monniken van de sakya-traditie en de daaraan verwante jonangtraditie. De belangrijkste leraar van die laatste traditie, Taranatha, predikte vanaf 1614 tot aan zijn dood in 1634 in het gebied. De meerderheid van de Chalcha -Mongolen behoorde tot de sakya-traditie.
In 1635 werd een zoon geboren van Gombodjori, de Tusheti-Khan. In 1639 werd hij tijdens een grote bijeenkomst van alle Khan's van de Chalcha's erkend als de eerste grote autochtoon Mongoolse tulku (Mongools khubiligai).
In 1650 bracht Zanabazar (1635-1724) zijn eerste bezoek aan Tibet. Dat was enkele jaren na afloop van de decennia lange burgeroorlog in het land, die uiteindelijk door de gelugtraditie van de dalai lama's met hulp van militaire interventie van de westelijke Mongolen was gewonnen. In de jaren daarna was de vijfde dalai lama vooral bezig de recent verworven suprematie van de gelug te verankeren. Daarbij werd de jonangtraditie, die tot de tegenstanders in de burgeroorlog had behoord vrijwel geheel geëlimineerd. Ook het schuiven in en opnieuw creëren van reïncarnatielijnen om die uit andere tradities te halen en te incorporeren in de gelug was daarbij een middel.
Tijdens dat bezoek proclameerde de dalai lama dat Zanabazar een reïncarnatie was van Taranatha, die in 1634 in Mongolië was overleden. Daarnaast bekeerde de dalai lama Zanabazar tot de gelugtraditie. Taranatha zelf werd verondersteld de vijftiende reïncarnatie van een persoon met de naam Jebtsun Dampa te zijn.
De eerste reïncarnatie van de Jebtsun Dampa zou ca. 2500 jaar geleden een discipel van Gautama Boeddha zijn. Zanabazar werd daarmee de zestiende reïncarnatie van de Jebtsun Dampa. Hiermee werd de reïncarnatielijn van de Jebtsun Dampa uit de jonang-traditie gehaald en in de gelugtraditie opgenomen, waarmee het onder het leiderschap van Zanabazar in de decennia daarna de dominante religieuze machtsfactor werd in Mongolië. In vrijwel alle - ook Mongoolse - geschiedschrijving over dit onderwerp begint overigens de nummering van de jebtsundamba's met Zanabazar als de eerste.
In de decennia daarna stichtte Zanabazar vele gelugkloosters in Mongolië. Hij bouwde tijdens zijn zeker voor die tijd lange leven van 88 jaar een meer dan immens prestige op onder de Chalcha-Mongolen. Aan dat prestige ontleenden ook alle volgende reïncarnaties van de jebstsundamba hun morele leiderschap. Ook als in de 19e en 20e eeuw de dan aanwezige jebtsundamba's - naar objectieve maatstaven - perverse en paranoïde personen blijken te zijn, blijven ze bij de meerderheid van de gelovigen aanvaardbaar vanwege het door Zanabazar eeuwen eerder opgebouwde prestige voor het instituut Jebtsundamba.
Historici hebben veel geschreven over de motivatie die de Tusheti-Khan zou moeten hebben gehad een instituut als de jebtsundamba te creëren.
De Khans'van de Chalcha's zouden zich op rationeel niveau realiseren, dat er een creatie nodig was van een centrale kracht, waarachter de laatste nog onafhankelijke oostelijke Mongoolse stamfederatie zich zou kunnen scharen. De Mongoolse geschiedenis had geleerd, dat dit niet een seculiere kracht kon zijn. Het georganiseerde boeddhisme in Mongolië was op dat moment de enige plaats van intellectuele kennis. In Tibet had het al een gedisciplineerde hiërarchische organisatie. De Tusheti Khan zou op die manier een alliantie met die kennis willen vormen en deed dit door het creëren van een vorm van pontificaat voor zijn eigen zoon vergelijkbaar met dat van een dalai lama in Tibet.
Historici wijzen ook op de mogelijkheid dat de Tusheti-Khan door de erkenning van zijn zoon een mogelijke poging vanuit Lhasa wilde voorkomen tot vestiging van een panboeddhistische theocratie in Centraal-Azië, die vanuit Tibet aangestuurd zou worden. Een dergelijke politieke opvatting werd later bij de vijfde dalai lama en vooral Sanggye Gyatso, de regent in Tibet van 1678-1703 wel degelijk duidelijk.

## Het verlies van onafhankelijkheid

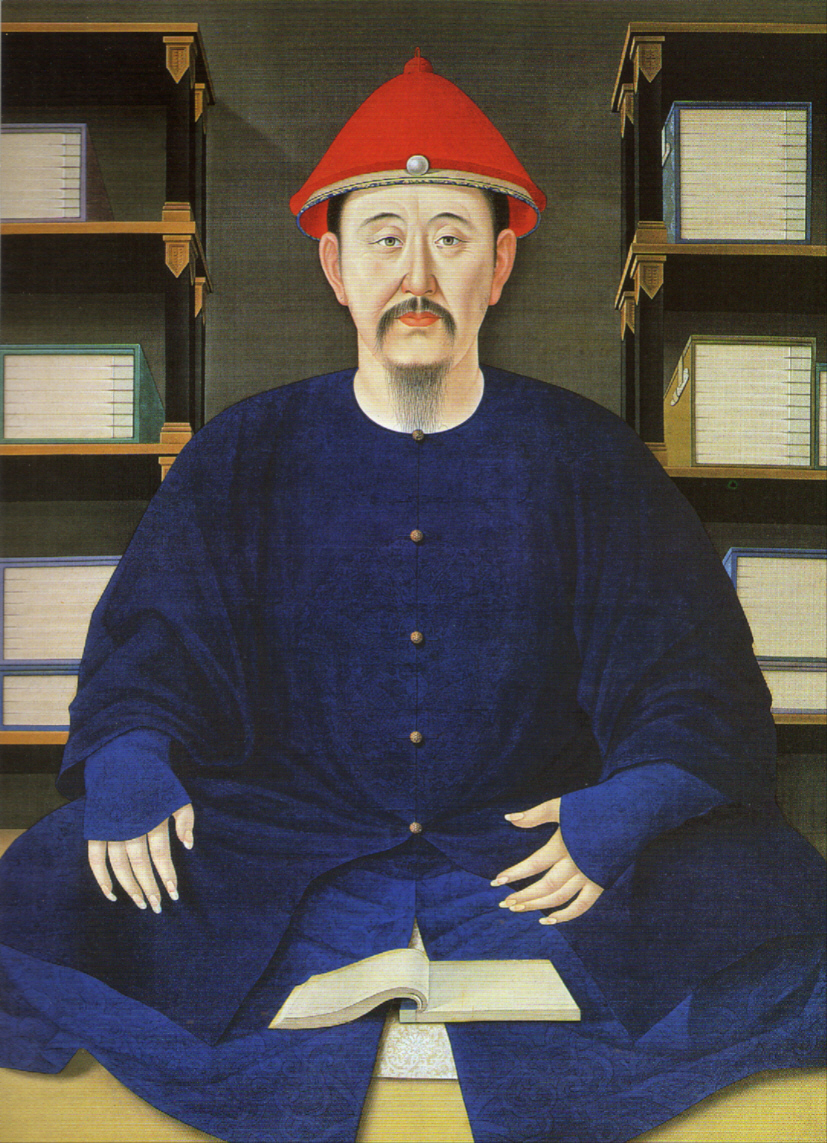
Kangxi

Er bleven echter tegenstellingen tussen de stammen van Chalcha-Mongolen onderling en tegenstellingen tussen hen en de Dzjoengaren die verder naar het westen woonden. Vanaf ca. 1670 probeerde Galdan, hoofd van de Dzjoengaren, een stam van de Oirat-Mongolen, opnieuw een groot Mongools rijk te stichten dat zijn basis heeft in Centraal-Azië.
Het was uiteindelijk een onderlinge strijd tussen een aantal stammen van de Chalcha-Mongolen zelf, die de aanleiding werd voor het verlies van de onafhankelijkheid. De belangrijkste strijd speelde zich af tussen de stammen van de Tusheti-Khan, de broer van Zanabazar en die van de Jasaktu Khan. De Chinese keizer Kangxi had op dat moment geen enkel belang bij instabiliteit aan de noordgrens van zijn rijk en riep de dalai lama op tot bemiddeling in het conflict. (Kangxi wist op dat moment niet, dat de dalai lama reeds overleden was)
U, dalai lama met uw mededogen, de krijgsheren van de Chalcha's respecteren u en uw onderricht. U bent ook gehoorzaam aan onze dynastie. Ik ben bezorgd dat de stam van de Jasukthu Khan niet bijeen kan komen. Dat zal onderling bloedvergieten en oorlog betekenen. U moet het mogelijk maken dat de stam van de Jasukthu Khan kan terugkeren en vrede stichten tussen hen in opdracht van mijn onpartijdig altruïsme. Zend een hoge lama naar de grens van het Chalcha-gebied om daar mijn vertegenwoordiger te ontmoeten.— Keizer Kangxi aan de vijfde dalai lama, 1684
De bijeenkomst vond plaats in 1686. De Khans en prinsen van de Chalcha's zwoeren de eed van eeuwige vrede, waarbij ieder beloofde naar zijn eigen gebied terug te keren. Het volgende jaar kwam Galdan met een aantal bezwaren tegen en klachten over de bijeenkomst. De voornaamste was dat de daar aanwezige Zanabazar onvoldoende respect had getoond voor de vertegenwoordigers van de dalai lama.
Tegelijkertijd verplaatste Galdan zijn militaire hoofdkwartier naar het oosten en kwam daarmee op het gebied dat beheerst werd door de Jasaktu Khan. De Tusheti-Khan vreesde een invasie van Galdan in zijn eigen gebied en besloot hem zelf aan te vallen. In een eerste schermutseling doodde hij niet alleen de Jasaktu Khan, maar ook een broer van Galdan, die met enige Dzjoengaarse troepen aanwezig was.
Kort daarna begon de grote aanval van Galdan op de Chalcha-Mongolen. Hij viel hun gebied binnen en richtte in 1687 en 1688 een slachting onder de Chalcha's aan. Een aantal van hen vluchtte naar door de Russen beheerst gebied, maar het grootste deel trok de Gobiwoestijn over en wilde zich onder bescherming van de keizer stellen. Kangxi hield dat verzoek eerst af, mede omdat hij van mening was dat Zanabazar en de Tusheti-Khan de aanval van Galdan hadden uitgelokt. Hij ging echter niet in op eisen van Galdan die twee aan hem uit te leveren.
Enkele jaren later in 1691 accepteerden de Chalcha's hun formele onderwerping aan de keizer tijdens een bijeenkomst in Dolon Nor. Het resultaat daarvan was dat het gebied van Mongolië tot 1911 deel zou uitmaken van het Chinese rijk.

## Ontwikkelingen in de 18e en 19e eeuw
Tot 1691 hadden de Chalcha's relaties kunnen onderhouden met Russen, Dzjoengaren en zelfs Mantsjoes die - in ieder geval in formele zin - gebaseerd waren op posities van gelijkwaardigheid. Er was handel mogelijk geweest met de steden in Siberië en ze hadden handelsmissies naar China kunnen sturen. Nomaden en hun kudden waren - binnen enkele restricties - niet gehinderd in hun bewegingsruimte door het land.
Vanaf begin 18e eeuw werd het gebied echter een grensprovincie van het Qing-rijk. Het werd praktisch afgesloten van enig contact met Rusland. Het land werd , via feodale relaties, bestuurd door een aantal Mongoolse prinsen, die gebonden werden aan het koninklijk huis van de Mantsjoes door een systeem van hiërarchische rangen en titels. Hun rol was de bescherming van de Qing-dynastie in China. In de woorden van Kangxi:
De oude dynastieën stapelden aarde en stenen en richtten zo de Grote Muur op. Onze dynastie heeft haar genade tot aan de Chalcha's uitgebreid en hun bevolen onze noordelijke grenzen te bewaken. Zij zullen sterker en vastberadener zijn dan de Grote Muur.— Keizer Kangxi

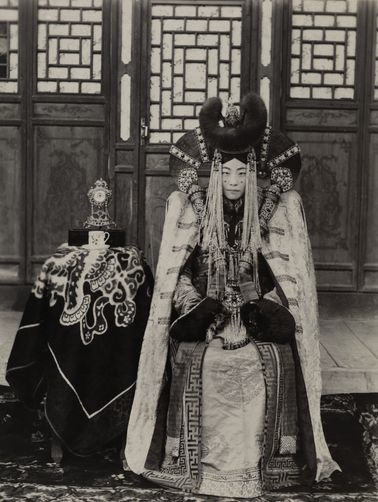
aristocratie van de Chalcha's

De Mantsjoes braken de macht van de Khans. De kanaten van de Chalcha's gingen ajmags heten en werden gereorganiseerd. Die gebieden werden verdeeld in kleinere territoriale eenheden, vendels. Het kanaat van de Altyn Khan verdwijnt geheel.Er waren aanvankelijk 34 ajmags. In de loop van de 19e eeuw zou dat oplopen tot ruim 90. De vendels hadden gefixeerde en gemarkeerde grenzen. Het gebruik van weidegronden werd beperkt tot één of enkele van die vendels. Het systeem van die vendels had tot gevolg, dat de traditionele autoriteit van de Khan's en stamhoofden vrijwel volledig verdween. Het creëerde voor de Mantsjoes grotere mogelijkheden voor controle ,vergemakkelijkte de inning van belastingen, het opleggen van corveewerkzaamheden en het leveren van diensten als onderhoud van wachttorens aan de Russische grens en poststations.
Een groot deel van de aristocratie van de Chalcha's werd ondergebracht in een systeem van  ranking dat zijn equivalent had in dat van de Mantsjoe-aristocratie. Mongoolse prinsen werden als  vendel-prins aan het hoofd van een dergelijke territoriale eenheid geplaatst en werden verantwoordelijk gehouden voor bijvoorbeeld de afdracht van belasting van het hele gebied.
Een deel van de aristocratie van de Chalcha's kreeg de gelegenheid huwelijken te sluiten met vrouwen uit de aristocratie van de Mantsjoes. Gedurende deze hele periode tot 1911 bleef het grootste deel van de Chalcha adel dan ook loyaal aan het Chinese regime.
Een tweede aspect met toenemende armoede onder de Chalcha's betrof de positie van Chinese handelaren. Al rond 1720 had Kangxi grote restricties vastgelegd ten aanzien van de penetratie in Mongolië van Chinese handelaren. De aanwezigheid van Chinese handelaren in Mongolië werd gebonden aan een licentiesysteem, dat onder meer de lengte van het verblijf en het toegestane volume van de handel beperkte. De ratio daarachter was dat de Chinese regering besefte dat de Mongolen in de grensprovincie zich in dit opzicht in een volstrekt ongelijkwaardige situatie bevonden. Het systeem van vergunningen werd echter massaal ontdoken en aan het eind van de 18e eeuw domineerden Chinezen het grootste deel van alle activiteiten op het gebied van de handel en dienstverlening, zoals transport.
Traditioneel produceerden de Mongolen seizoensgebonden producten, die zij zo spoedig mogelijk verkochten. Hun behoeften aan andere producten (graan, thee, metaalwaren textiel,etc.) waren echter van meer continue aard. Chinese handelaren konden dus voor lage prijzen inkopen en voor hoge prijzen verkopen. De Chinese handelaren verleende krediet tegen exorbitante rentepercentages , waardoor Mongolen permanent in een situatie van enorme schuld verkeerden.

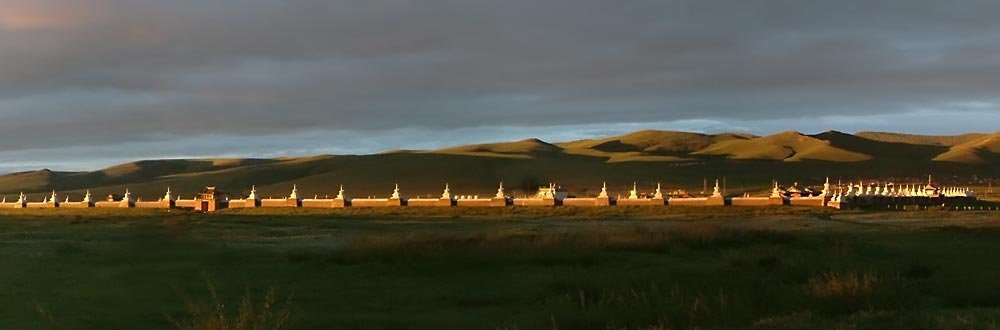
Het klooster Erdene Zuu

Vendel-prinsen gingen eveneens grote schulden aan voor het kunnen leiden van een relatief luxueus leven en verhaalden de kosten op de bevolking van die banner.
De uitzondering hierop waren de enorme boeddhistische kloosters in het land. Vrijgesteld van belasting vergaarden zij enorme rijkdommen. Aan het eind van de 19e eeuw controleerden zij 25% van het totale toenmalige nationale product van Mongolië. De achtste jebtsundamba (1870 -1924) had op zijn persoonlijke landgoederen 28.000  shabinar (horigen van het georganiseerd boeddhisme) werken.

## De opstand van 1756-1757

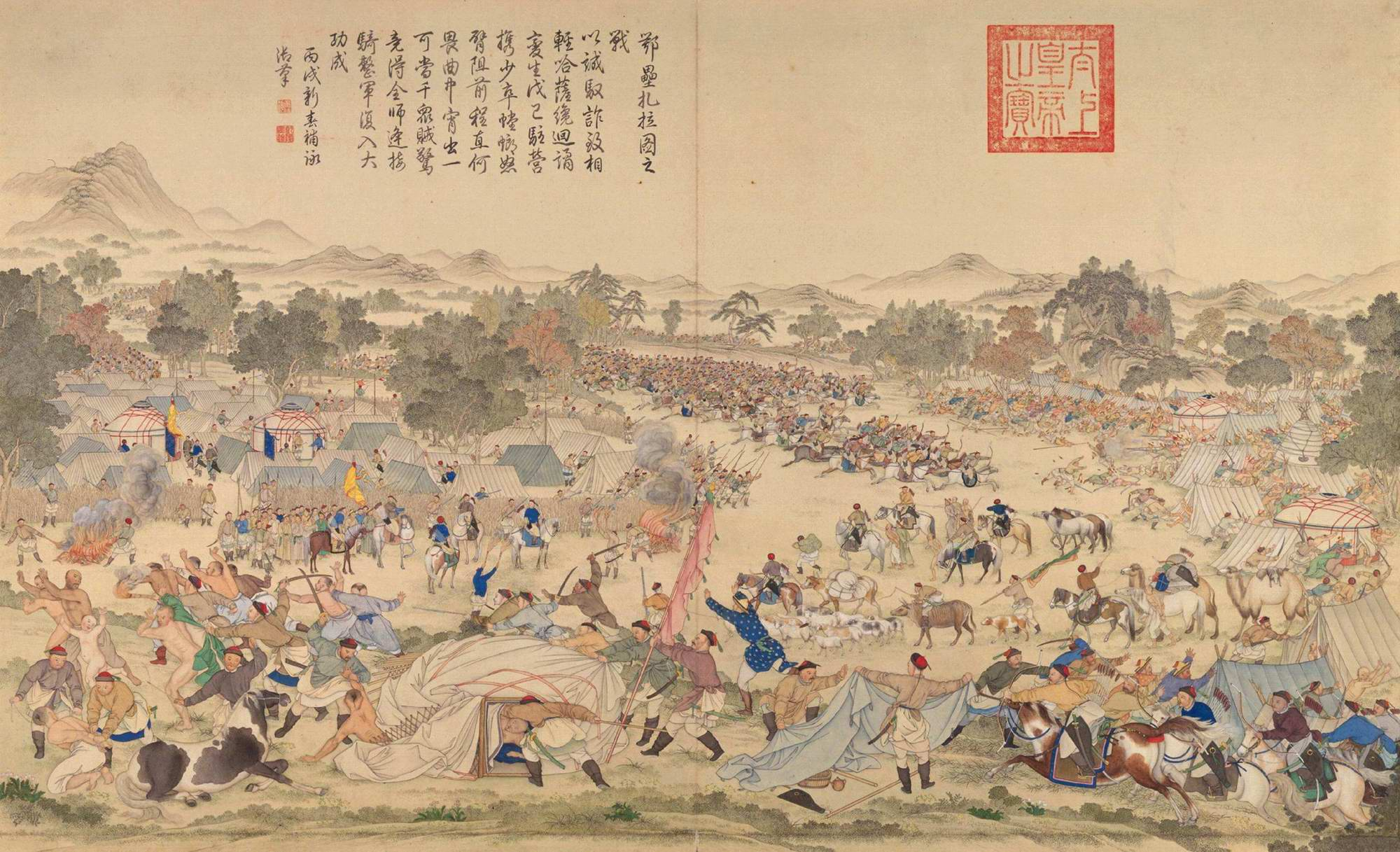
Schilderij van de slag bij Oroi-Jalatu, 1756, de definitieve nederlaag van Amursana.

In deze jaren kwam dan toch een beperkt deel van de Chalcha- adel in opstand tegen het regime van de Mantsjoes. De oorzaken lagen onder meer in de toenemende armoede, de arrogante houding van de Mantsjoes tegen de adel in Mongolië en het feit dat van de Chalcha's steeds bijdragen werden gevraagd in de voortdurende militaire campagnes van de Mantsjoes tegen de Dzjoengaren in de eerste helft van de 18e eeuw. De Chalcha's werden bijvoorbeeld verplicht miljoenen paarden en kamelen te leveren voor de oorlogen tegen de Dzjoengaren. Dat had - naast alle andere oorzaken - ook een catastrofaal effect op hun economie.
De leider van de opstand was Erinchindorji, een jongere broer van de tweede jebtsundamba (1724 - 1757). Die sluit een verbond met Amursana, die toenmalige leider van de oostelijke Dzjoengaren om gelijktijdig een revolte te starten. Er ontbreekt echter iedere coördinatie in de acties en de Qing-dynastie slaagt er relatief gemakkelijk in om beide opstanden te breken. De jebtsundamba slaagde er daarbij in om zich zelf buiten het conflict te manoeuvreren, maar werd wel gedwongen toeschouwer te zijn bij de executie van zijn jongere broer.
Qianlong besloot hierna ieder risico van een alliantie tussen mogelijk toekomstig Mongools verzet en een wellicht charismatische autochtoon Mongoolse jebtsundamba uit te sluiten en beval dat toekomstige reïncarnaties voortaan alleen nog in Tibet gevonden zouden worden. Alle volgende jebtsundamba's waren dan ook Tibetanen.

## Moreel verval van georganiseerd boeddhisme

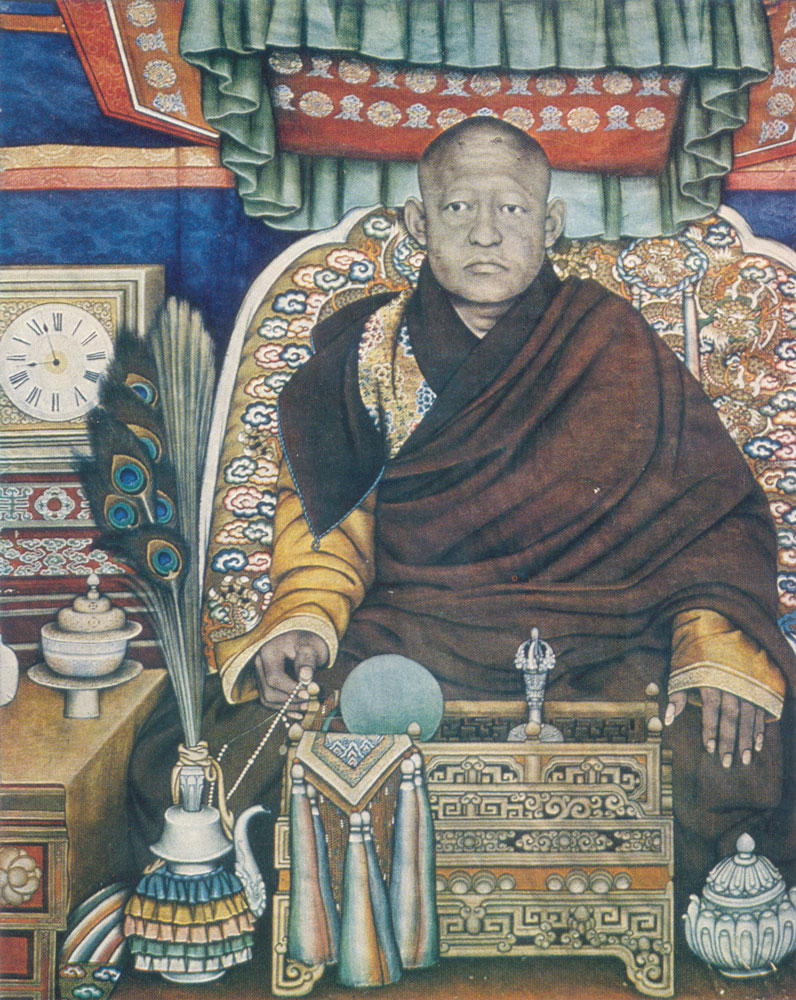
De achtste jebtsundamba (1870-1924)

Het georganiseerde boeddhisme in Mongolië degenereerde in de loop van de 19e eeuw geheel. Zonder uitzondering beschreven buitenlandse bezoekers aan Urga in de 19e eeuw de door hen als pervers geziene handelwijze van de top van dat georganiseerde boeddhisme. De relatief kleine stad Urga had rond 1870 ongeveer 30.000 inwoners. Daarvan waren er circa 12.000 monniken. Naast de jebtsundamba waren er nog 46 andere reïncarnaties van de hoogste orde. De kosten voor het extravagante bestedingspatroon moest door een straatarme bevolking worden opgebracht.
De vijfde, zevende en achtste jebtsundamba overleden alle drie aan de gevolgen van syfilis (de zesde overleed op de leeftijd van vijf jaar).
Het is met name de levenswijze van de zevende en achtste jebtsundamba die in belangrijke mate bijdroeg aan het morele failliet van de hiërarchie in het Mongoolse boeddhisme van die periode.